# Didier Six
Didier Six (Lille, 21 de agosto de 1954) es un exfutbolista y entrenador francés, aunque también posee nacionalidad turca. Actualmente es el entrenador de la selección de fútbol de Guinea.
Entre 1987 y 1988, Six jugó para el Galatasaray SK con el nombre de Dündar Siz.

## Clubes

### Como jugador
| Club                  | País       | Año         | Partidos | Goles |
| Valenciennes FC       | Francia    | 1972 - 1977 | 154      | 53    |
| RC Lens               | Francia    | 1977 - 1978 | 29       | 13    |
| Olympique de Marsella | Francia    | 1978 - 1980 | 66       | 14    |
| Cercle Brugge         | Bélgica    | 1980        | 12       | 7     |
| RC Estrasburgo        | Francia    | 1981        | 19       | 1     |
| VfB Stuttgart         | Alemania   | 1981 - 1983 | 59       | 23    |
| FC Mulhouse           | Francia    | 1983 - 1984 | 31       | 12    |
| Aston Villa           | Inglaterra | 1984 - 1985 | 15       | 2     |
| FC Metz               | Francia    | 1985 - 1986 | 32       | 3     |
| RC Estrasburgo        | Francia    | 1986        | 14       | 2     |
| Valenciennes FC       | Francia    | 1987        | 10       | 4     |
| Galatasaray SK        | Turquía    | 1987 - 1988 | 39       | 11    |
| Stade Vallauris       | Francia    | 1988 - 1989 | 9        | 1     |
| ASPV Estrasburgo      | Francia    | 1989 - 1990 | 19       | 3     |
| VfB Leipzig           | Alemania   | 1990 - 1992 | 12       | 1     |

### Como entrenador
| Club               | País     | Año         |
| ------------------ | -------- | ----------- |
| RC Estrasburgo     | Francia  | 1986 - 1993 |
| JS Audun-le-Tiche  | Francia  | 2004 - 2005 |
| Selección Nacional | Togo     | 2011 - 2014 |
| Selección Nacional | Mauricio | 2015        |
| Selección Nacional | Guinea   | 2019 - 2021 |

## Selección nacional
Integró la selección francesa desde 1976 hasta 1984, jugando un total de 52 partidos y anotando 13 goles. Se retiró de la selección en su participación en la Eurocopa 1984 realizada en Francia coronándose campeón de la misma.

## Participaciones en Copas del Mundo
| Mundial                        | Sede      | Resultado    | PJ | Goles |
| ------------------------------ | --------- | ------------ | -- | ----- |
| Copa Mundial de Fútbol de 1978 | Argentina | Primera fase | 3  | 0     |
| Copa Mundial de Fútbol de 1982 | España    | Cuarto lugar | 7  | 2     |